# Drino distincta
Drino distincta är en tvåvingeart som först beskrevs av Townsend 1929.  Drino distincta ingår i släktet Drino och familjen parasitflugor. Inga underarter finns listade i Catalogue of Life.